# SN 2001hg
SN 2001hg – supernowa typu II odkryta 4 grudnia 2001 roku w galaktyce NGC 4162. W momencie odkrycia miała maksymalną jasność 17,40m.